# Севар (нос)
Носът Севар (на английски: Sevar Point) е свободен от лед нисък морски нос от източната страна на входа в залива Раскупорис на южния бряг на полуостов Байърс, остров Ливингстън. Разположен 1.9 км на изток-югоизток от Дяволския нос, 2.71 км западно от нос Никопол и 2.97 км североизточно от Дългата скала в протока Мортън. Районът е посещаван от ловци на тюлени през 19 век.
Координатите му са: 62°40′26″ ю. ш. 61°08′56″ з. д. / 62.673889° ю. ш. 61.148889° з. д..
Наименуван е на българския владетел кан Севар, 738-754, и във връзка със селището Севар в Североизточна България. Името е официално дадено на 15 декември 2006 г.
Британско картографиране от 1968 г., испанско от 1992 г., българско от 2005 г. и от 2009 г.

## Карти
- Península Byers, Isla Livingston Архив на оригинала от 2013-11-09 в Wayback Machine.. Mapa topográfico a escala 1:25000. Madrid: Servicio Geográfico del Ejército, 1992.
- L.L. Ivanov et al, Antarctica: Livingston Island, South Shetland Islands (from English Strait to Morton Strait, with illustrations and ice-cover distribution), 1:100000 scale topographic map, Antarctic Place-names Commission of Bulgaria, Sofia, 2005
- Л. Иванов. Антарктика: Остров Ливингстън и острови Гринуич, Робърт, Сноу и Смит. Топографска карта в мащаб 1:120000. Троян: Фондация Манфред Вьорнер, 2009. ISBN 978-954-92032-4-0
- Л. Иванов. Карта на остров Ливингстън. В: Иванов, Л. и Н. Иванова. Антарктика: Природа, история, усвояване, географски имена и българско участие. София: Фондация Манфред Вьорнер, 2014. с. 18-19. ISBN 978-619-90008-1-6